# Industriemolen

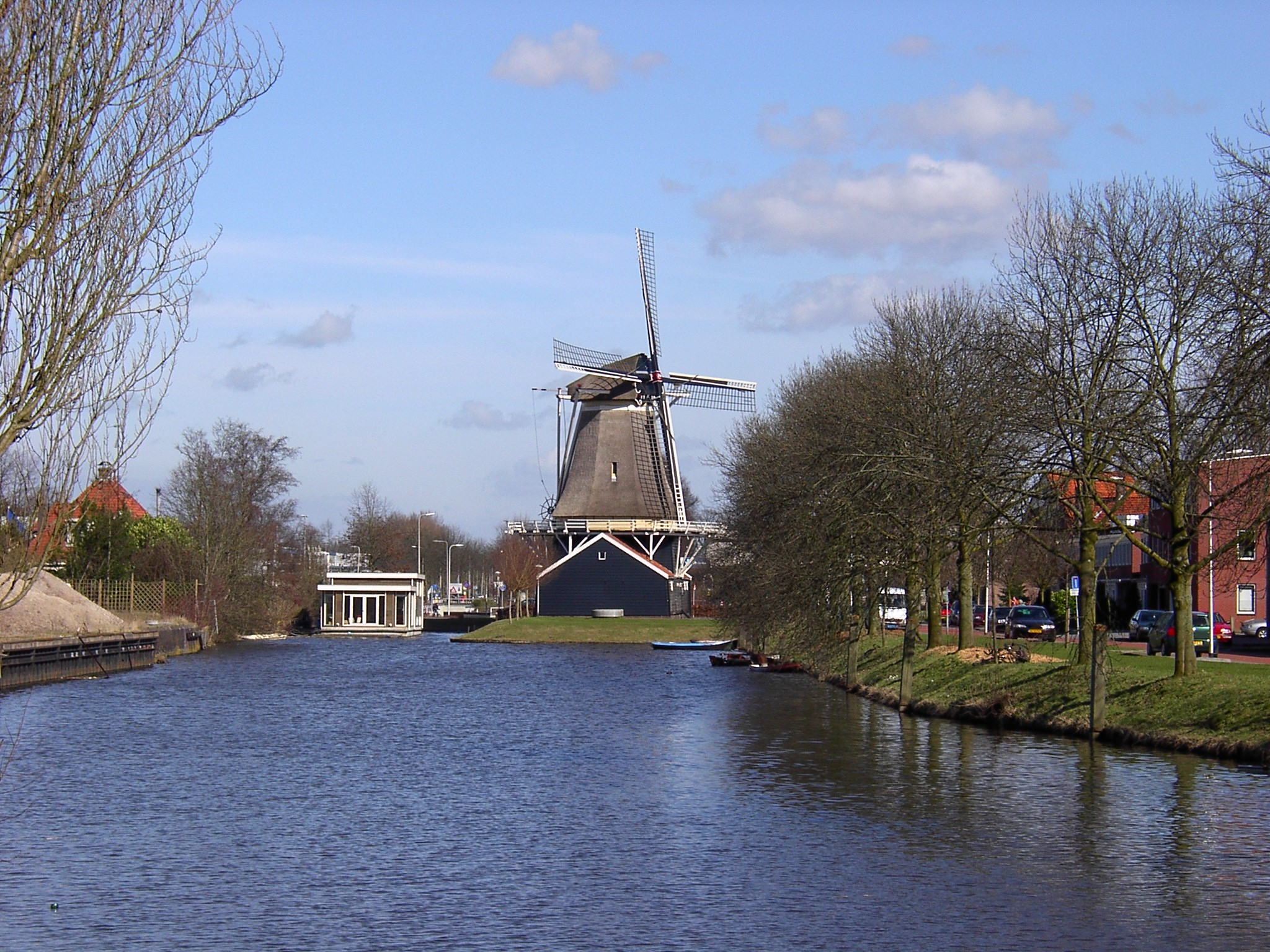
Oliemolen De Passiebloem in Zwolle

Een industriemolen is een molen die bedrijfsmatig werd gebruikt voor de aandrijving van een machine die producten verwerkt voor particulieren en nijverheid. Er was een grote variatie aan molens, machines en te bewerken producten. Enkele voorbeelden zijn: korenmolen, pelmolen, oliemolen, houtzaagmolen, mosterdmolen, verfmolen, volmolen, snuifmolen, boormolen, schorsmolen en papiermolen.

## Nederland
In Nederland werden voor het eerst door de Romeinen molens gebouwd, dat waren hand- en watermolens vooral om graan te malen. Vanaf de 11e eeuw werden er molens gebouwd die op windkracht draaiden. Aan het begin van de 15e eeuw werd de ‘houten achtkant’ uitgevonden, de voor Nederland karakteristieke, grote molen. In de hoogtijdagen stonden er ongeveer 10.000 molens in de Lage Landen, veel om water te 'malen' (pompen), de rest voor bedrijvigheid.
In Nederland zijn er nog ruim 1200 molens overgebleven en zijn er nog acht typen industriemolens: de korenmolen, pelmolen, oliemolen, houtzaagmolen, verfmolen,  specerijmolen, snuifmolen en papiermolen. De mosterdmolen wordt omgebouwd tot specerijmolen.
Sinds 1923 zet vereniging De Hollandsche Molen zich als belangenbehartiger in voor het voortbestaan, malend en draaiend houden van de wind- en watermolens van Nederland.

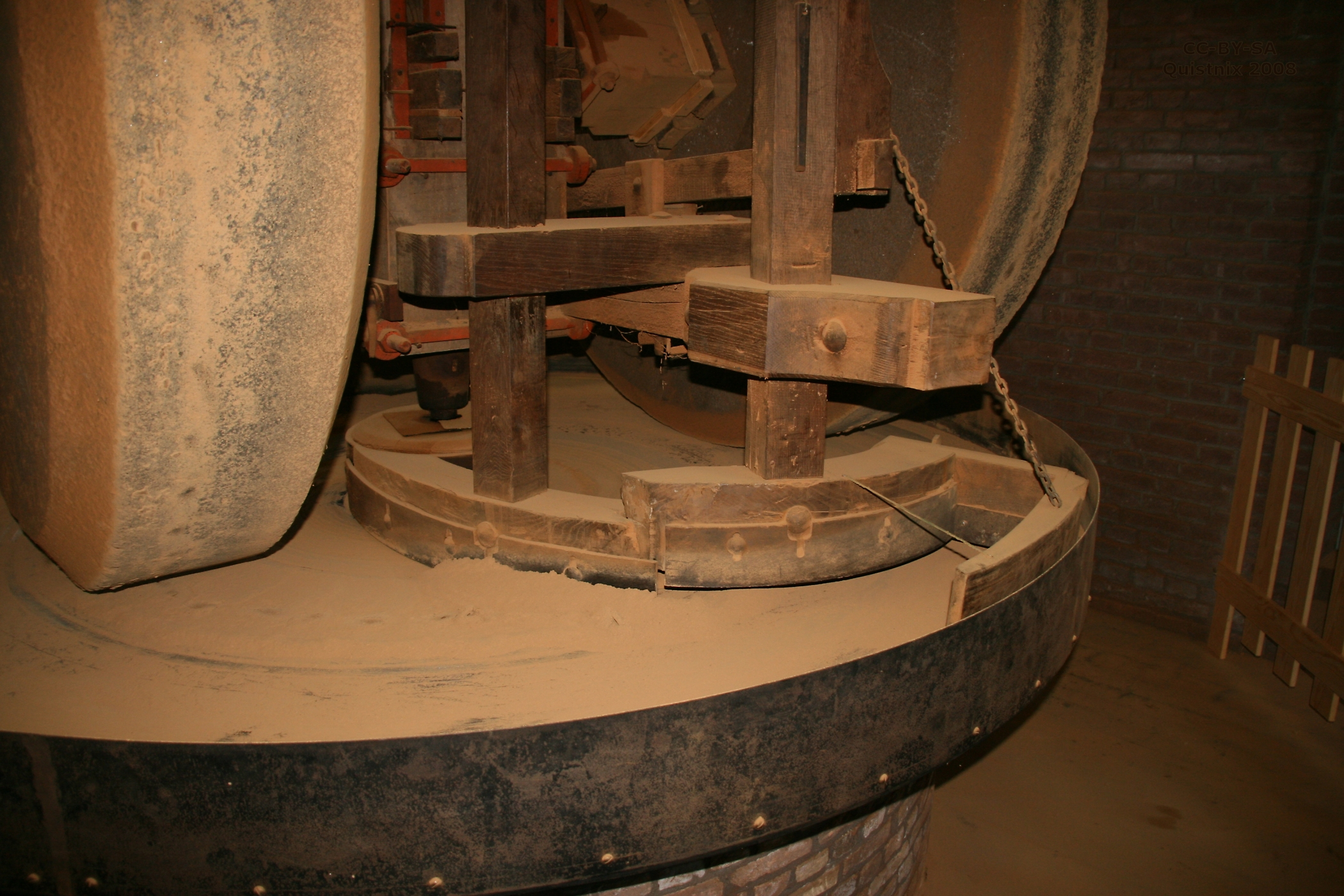
Het malen van kaneel in De Ster